# Historia del arte occidental
La historia del arte occidental se reduce, de acuerdo a la tradición historiográfica, a la historia del arte europeo Edad Media así como a sus orígenes en el arte clásico greco-romano y sus precedentes inmediatos, Egipto y Próximo Oriente. La misma rescata una colección de obras que para el mundo occidental "poseen significación estética".
En consecuencia con la postura de la academia, las producciones artísticas de otras civilizaciones como la china o la japonesa, e incluso las de zonas periféricas de la misma civilización occidental (como la propia América colonial) han quedado por fuera de este gran relato. Tal decisión suele ser acusada de eurocentrismo por parte de los partidarios de una perspectiva global.
Es característico de la bibliografía la periodización, es decir, la división en sucesivas unidades de estudio. Para definir los períodos se utilizan vocablos de muy diverso calibre como nombres de países, ciudades, territorios, culturas, civilizaciones, escuelas o simplemente rótulos puestos arbitrariamente a posteriori por la propia historia del arte. Como reconoce Erwin Panofsky, esta tendencia a dividir en períodos o "megaperíodos", como él los llama, se hace necesario en tanto que permite diferenciarlos y entenderlos.
La división que prosigue es un ejemplo de ese orden, netamente cronológico y en parte evolutivo.

## Arte antiguo

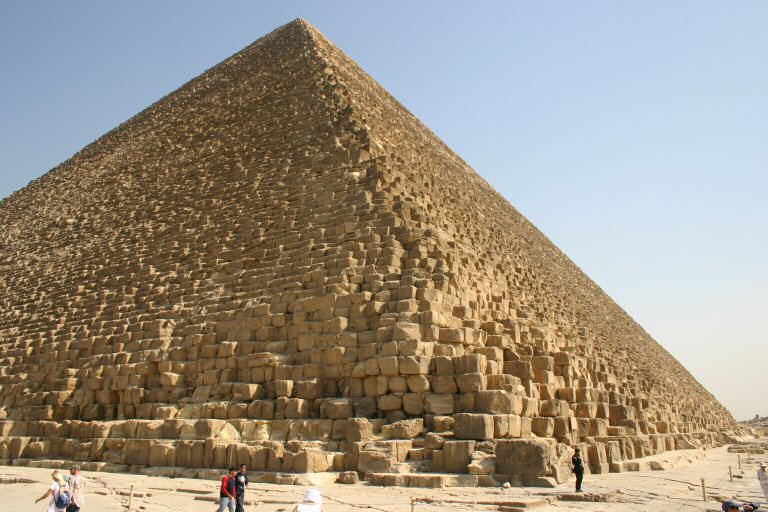
Gran pirámide de Quizá.

Aunque el concepto de Arte es moderno, es perfectamente utilizable en la arquitectura, escultura, pintura y joyería de la antigüedad, siendo muchas de sus realizaciones auténticas obras de arte y no simples trabajos utilitarios de artesanía. La formulación de la estética clásica occidental se inicia con las culturas griega y romana.
En la Antigüedad, el arte estuvo asociado a las necesidades formales de los rituales religiosos: la mayor parte de monumentos y elementos con innegable valor artístico que han perdurado (pintura, escultura, arquitectura), tenían por finalidad simbolizar el poder real y los mitos del mundo celestial. Esta visión del arte se encuentra especialmente entre los egípcios y babilonios. 

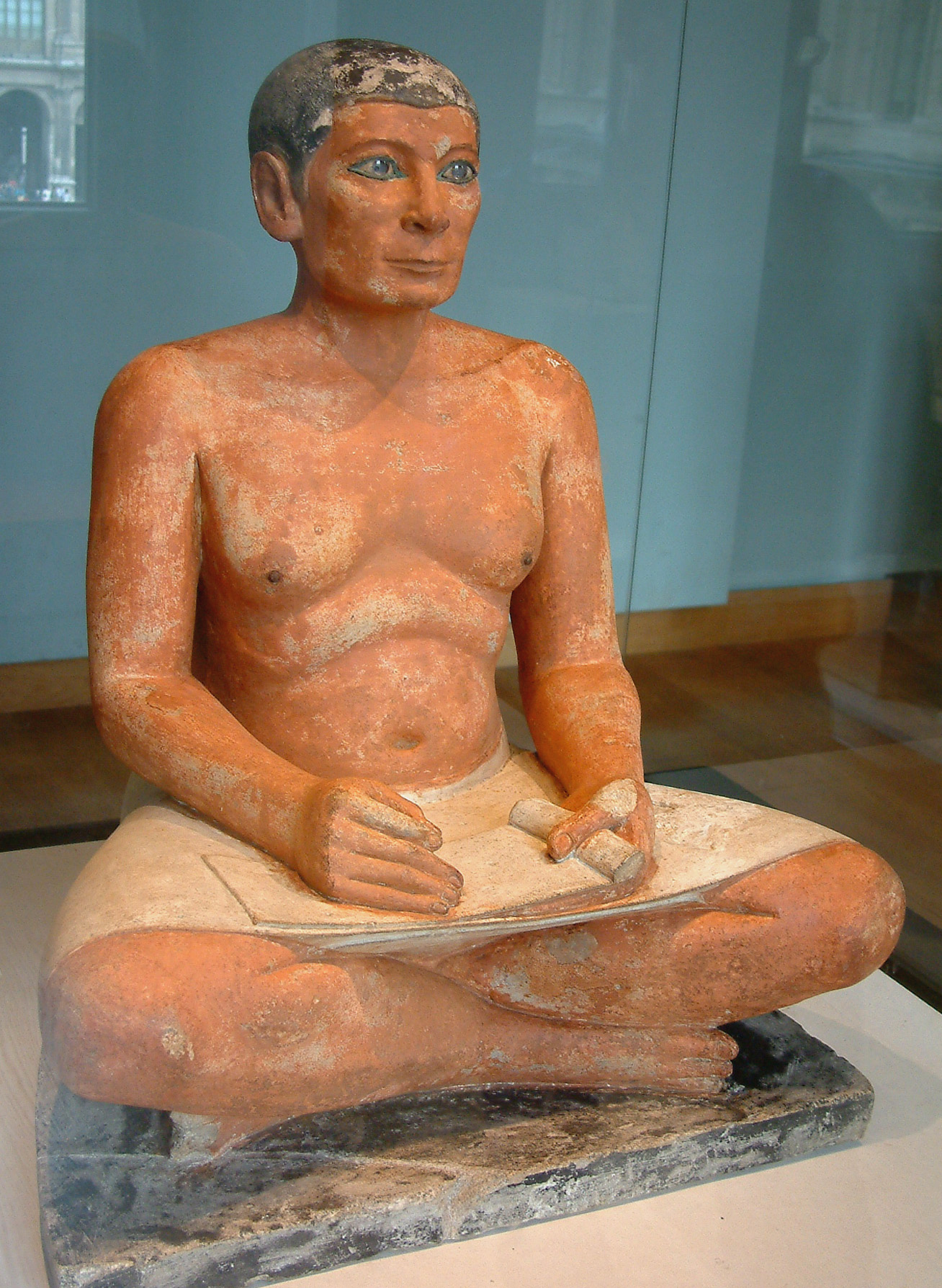
Escriba egipcio.

### Arte del Antiguo Egipto

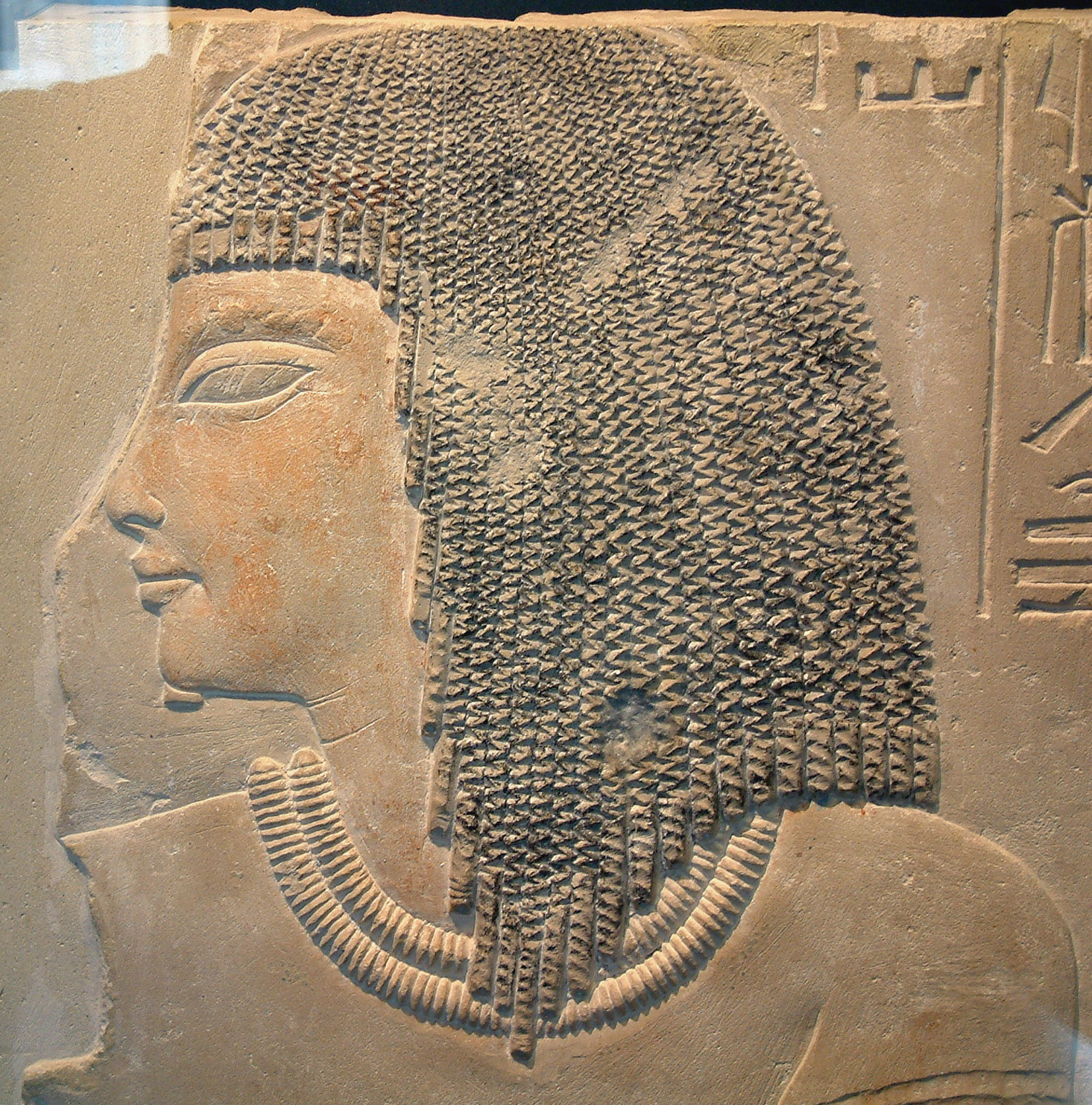
Bajorrelieve. Louvre.

En el arte egipcio hay una exaltación de la vida eterna, manifestándose en las primeras épocas la idea que el faraón seguía viviendo después de su muerte física. En Egipto, desde las primeras dinastías, el faraón era concebido como responsable de la Maat, el Orden y la Justicia Universal, y ello tendrá su reflejo en el arte.
La arquitectura egipcia, de fuerte carácter simbólico y gran monumentalidad, emplea por primera vez la piedra tallada, en grandes bloques, con un sistema constructivo adintelado y sólidas columnas. 
Las construcciones más características de la arquitectura egipcia religiosa son los "complejos de las pirámides", los templos y las tumbas (mastabas e hipogeos). Se han conservados pocos restos de arquitectura civil, pues fueron construidos con adobe. (véase: Arquitectura del Antiguo Egipto) 
La escultura alcanza durante la cuarta dinastía el dominio absoluto de la técnica en elegantes y realistas representaciones de escribas y estatuas de faraones de porte majestuoso. Predominaba la "ley de la frontalidad". (véase: Escultura del Antiguo Egipto)
Las representaciones murales, en bajorrelieve o pinturas, representan con criterio simbólico y jerárquico imágenes mitológicas, de la realeza y, posteriormente, escenas de la vida cotidiana (en tumbas de nobles). Predominaba el "canon de perfil". (véase: Pintura del Antiguo Egipto)

### Arte clásico: Grecia y Roma

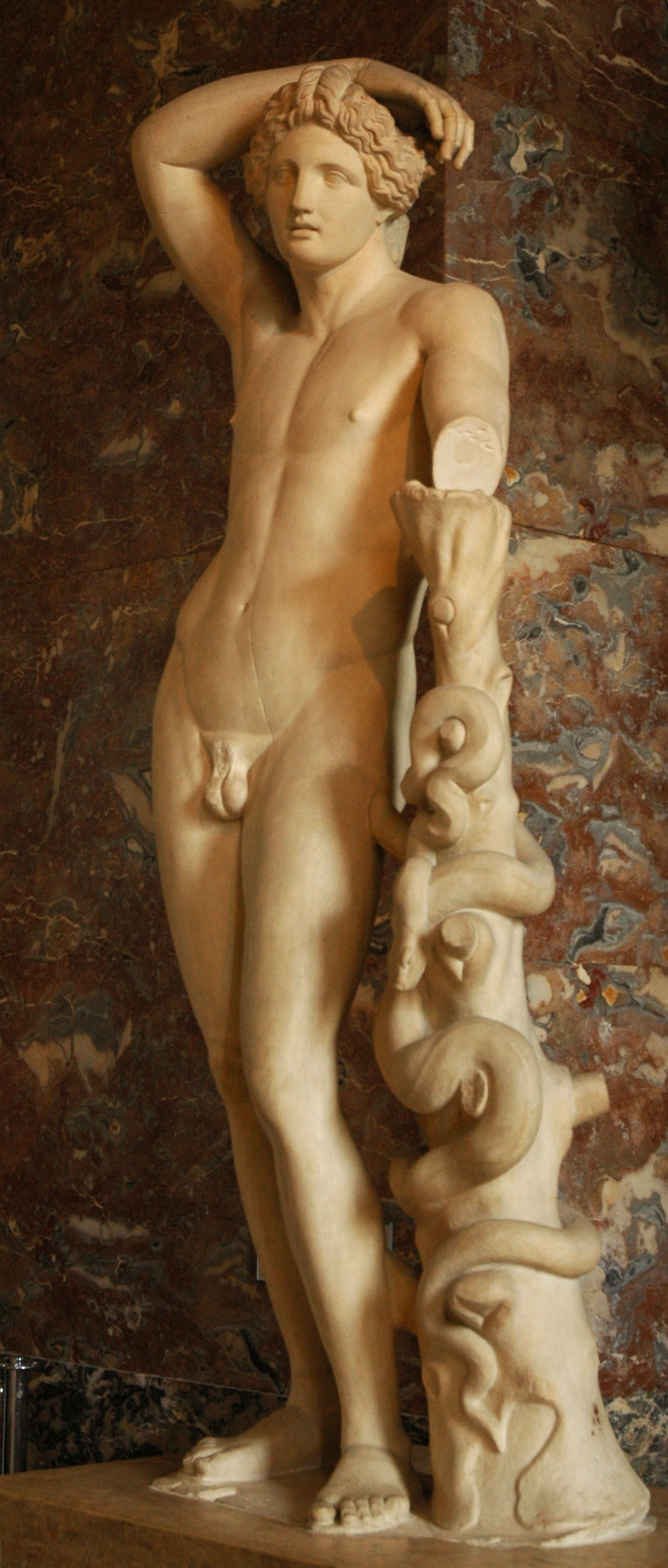
Escultura clásica.

Los griegos son los responsables de un concepto de arte que impregna prácticamente toda la producción artística europea occidental durante más de 2000 años. La palabra griega para el arte, tekné, que también significa técnica u oficio, estará asociada a la idea de mímesis, que considera que en el mundo real, la manifestación artística debe representar la búsqueda de lo ideal. Lo ideal, para los griegos, era representado por la Perfección de la Naturaleza, de esta forma, el arte debe ser perfecto. Por lo tanto, según el punto de vista clásico, el arte es una imitación de la naturaleza, mas no se reduce a un simple retrato de ella, sino que busca una naturaleza ideal y universal. La búsqueda de este ideal universal de naturaleza es, para el arte clásico, la búsqueda de la belleza universal, pues la naturaleza, siendo perfecta, es bella. No existe separación, según este punto de vista, entre arte, ciencia, matemáticas y filosofía: todo conocimiento humano está destinado a la búsqueda de la perfección.
Los griegos son responsables también de una serie de avances desde el punto de vista técnico de la producción artística. El arte griego por excelencia fue la escultura: los griegos la desarrollarán de forma impresionante, y será considerada un modelo a seguir por otras culturas del mismo periodo. La búsqueda de las proporciones naturales perfectas llevó también a que la escultura griega establece determinados cánones de belleza que, aunque absolutamente naturalistas, estaban alejados de la realidad cotidiana. Las proporciones de los cuerpos humanos ideales seguían normas rígidas, de forma que la producción escultórica fuese una búsqueda y una consecuencia de estos cánones: por ejemplo, la altura del cuerpo masculino debería corresponder aproximadamente a siete veces y media la altura de la cabeza. Esta proporcionalidad llegó hasta nuestro días principalmente gracias a la conservación de los textos vitruvianos durante la Edad Media, aunque es probable que tratados distintos reflejasen reglas diferentes.
En el terreno de la arquitectura, los edificios más característicos del arte griego son los templos, los cuales suelen clasificarse según la tipología de sus plantas y el orden o estilo de las columnas. Los romanos reproducirá muchos de los esquemas arquitectónicos griegos, pero introduciendo además nuevos elementos como el arco, así como nuevas técnicas y materiales de construcción. En Roma, por otro lado, la arquitectura civil cobrará una mayor importancia.

## Arte medieval

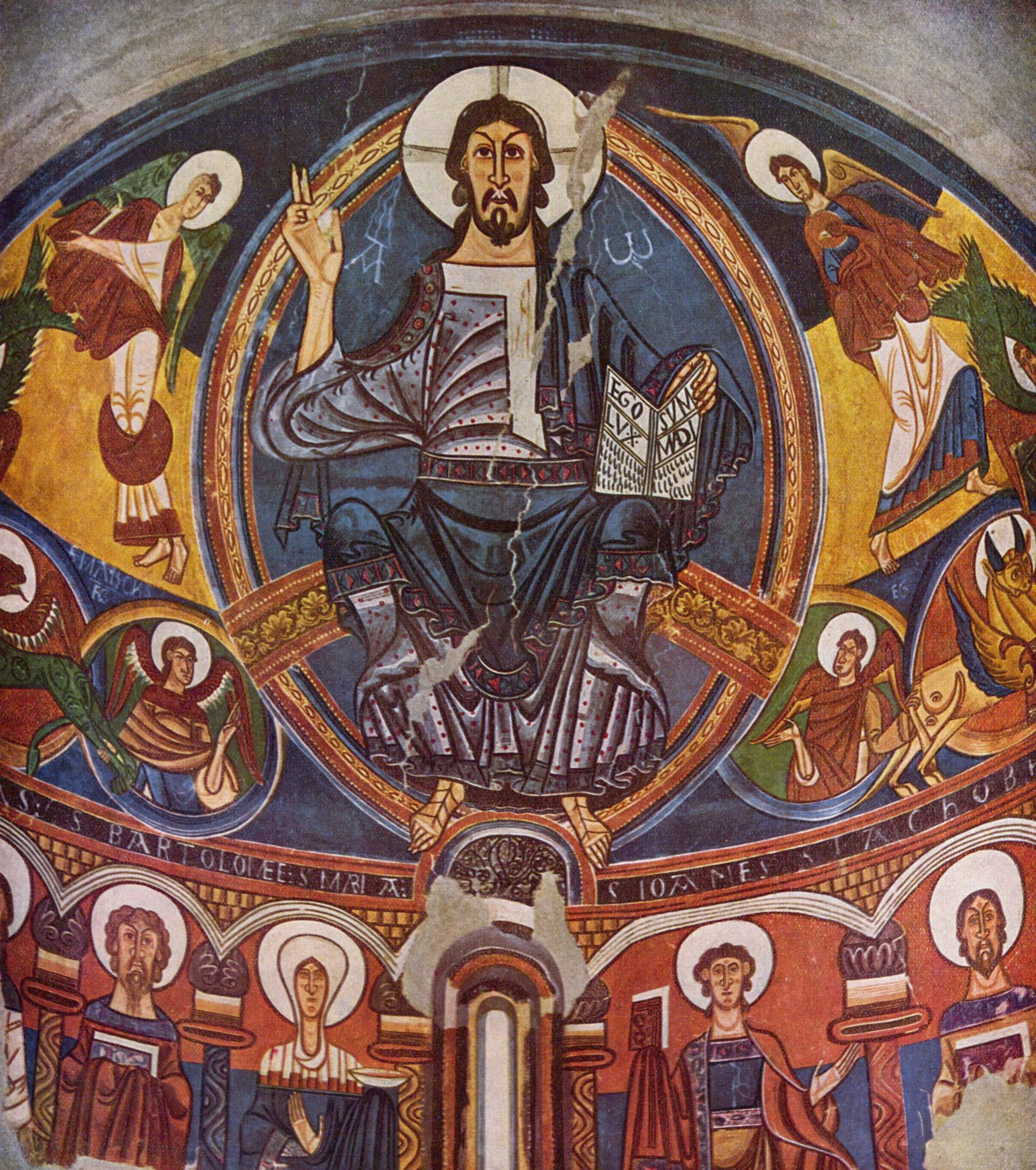
Pintura medieval: pedagógica, religiosa: Ábside de Sant Climent de Taüll

El arte durante la Edad Media estuvo casi exclusivamente ligado a la religión, más concretamente al cristianismo. Durante este periodo, en el que la inmensa mayoría de los campesinos era iletrada, las artes visuales eran el principal medio para comunicar las ideas religiosas junto con los sermones. La Iglesia católica era una de las pocas instituciones lo suficientemente ricas como para pagar la obra de los artistas, y por tanto la mayor parte de las obras de este periodo eran de naturaleza religiosa (condicionando la aparición de lo que se conoce como arte sacro).
Desde la caída del Imperio romano, muchas de las técnicas artísticas de la Grecia Antigua se perdieron, lo que llevó a la pintura medieval a ser mayoritariamente bidimensional. Como no existía ninguna noción de perspectiva en el arte, las personas retratadas eran pintadas mayores o menores de acuerdo con su importancia. Junto con la pintura, la tapicería era la más importante forma de arte medieval, teniendo en cuenta que los tapices eran necesarios para mantener el calor interno de los castillos (construidos en piedra) durante el invierno. La tapicería medieval más famosa es el ciclo de La Señora y el Unicornio.
Los dos principales estilos arquitectónicos (relacionadas principalmente con la construcción de catedrales) fueron el románico y el gótico. 
El románico se caracterizaba por muros gruesos y estructuras macizas, apenas aligeradas por vanos. El gótico, caracterizado por construcciones de una mayor altura y con un gran número de vanos, supuso la aparición de nuevas técnicas de construcción, pudiéndose prescindir de muros gruesos gracias al uso de las bóvedas de crucería en las que la estructura de nervios se independizó de los paños. En la construcción de las catedrales se buscaba crear una sensación "mística" en el interior de las mismas, es decir, se buscaba unos interiores que recrearan un ambiente "celestial", efecto que se hace más notorio en el gótico.
Un hecho a tener en cuenta es la aparición de los gremios en este periodo, reuniendo a artesanos que detentaban el monopolio del conocimiento práctico de determinada rama de la producción.
Se debe resaltar que el pueblo durante la Edad Media no poseía el hábito de la lectura, y eran muy pocos los que tenían acceso a la escritura y podían leer. Por lo tanto, el arte fue una forma de difundir en la sociedad la doctrina del cristianismo.
Resulta difícil identificar a artistas individuales en este periodo, salvo algún maestro de obra en las construcciones arquitectónicas, y la mayor parte de las obras son de autores anónimos. 
Periodo: siglo VI - siglo XV

## El Renacimiento
Artículo principal: Renacimiento

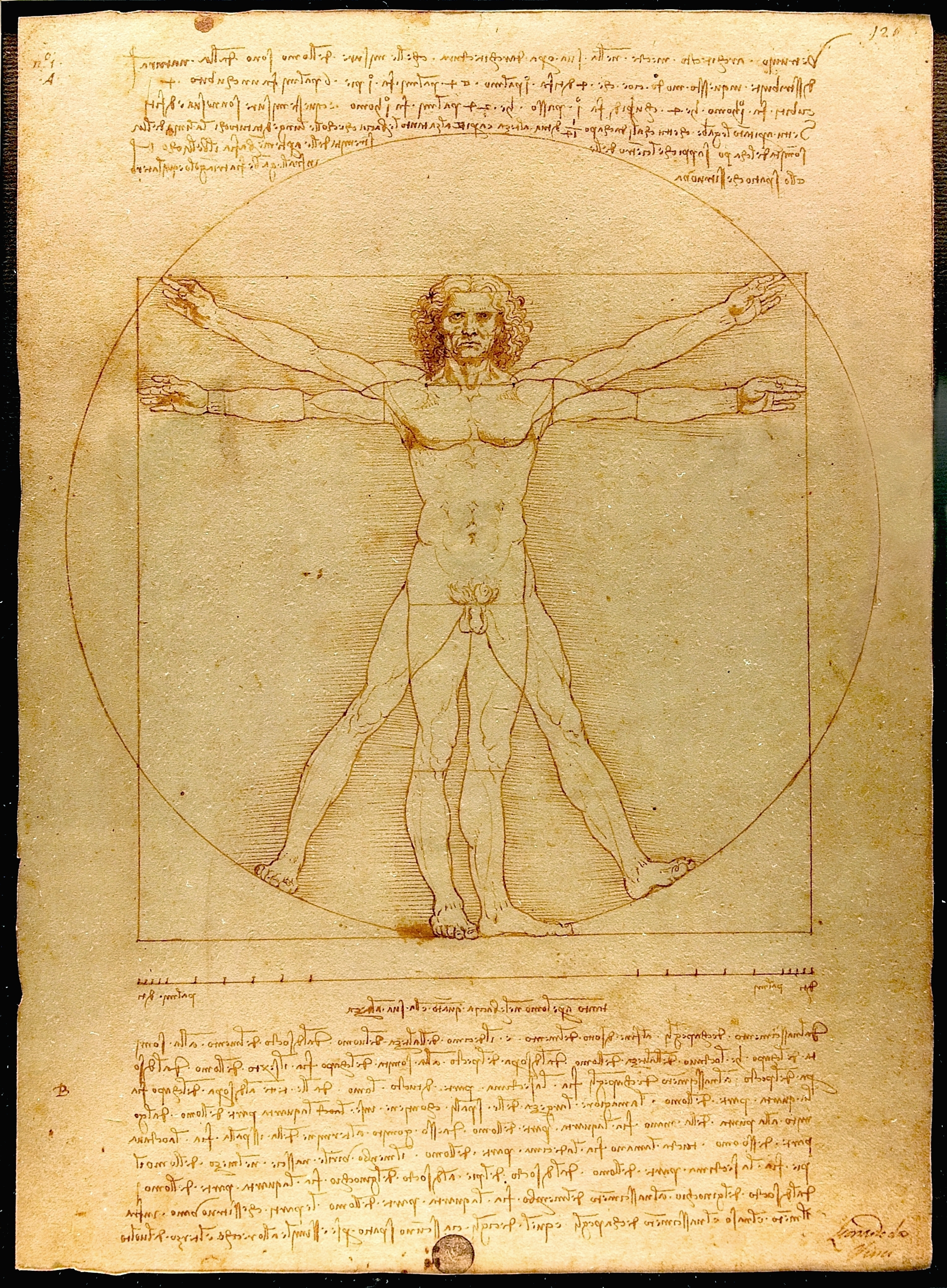
El Hombre de Vitruvio de Leonardo da Vinci es el símbolo del espíritu humanista del Renacimiento. El arte de este periodo A arte do período refleja las características del diseño: clasicismo, razón y simetría.

Durante la Edad Media europea, las pinturas y esculturas tendían a estar centradas en el tema religioso, especialmente en el cristianismo. Pero, a medida que el Renacimiento emergía, el foco de atención de los artistas se traslada hacia el pasado clásico, buscando influencias en la Grecia Antigua y Roma, llevando a profundos cambios tanto en los aspectos técnicos como en cuanto a los motivos y temáticas de la pintura y la escultura. Los pintores pasaron entonces a aumentar el realismo de sus trabajos usando las nuevas técnicas de perspectiva (recién redescubierta y bastante desarrollada), representando de un modo más realista las tres dimensiones. La manipulación de la luz y la sombra, presente en los trabajos de Ticciano con contraste de tonos, fue realizada excelentemente mediante las técnicas de chiaroscuro y de sfummato desarrolladas por Leonardo da Vinci. Los escultores también redescubrirán muchas técnicas antiguas como el contrapposto.
También se adoptarán muchos elementos de la arquitectura griega y romana, pero la gran innovación de la arquitectura renacentista va a ser el perfeccionamiento de la construcción de cúpulas, destacando la cúpula de Santa María del Fiore, en Florencia. 
Siguiendo el espíritu humanista del periodo, el arte se volcó hacia temáticas más laicas, buscando motivos en la mitología clásica añadiéndolos a los temas cristianos. Este género de arte suele denominarse clasicismo renacentista. Los tres artistas renacentistas más influyentes son Leonardo da Vinci, Michelangelo Buonarroti y Rafael Sanzio, pertenecientes al renacimiento italiano. 
Otra figura igualmente importante aunque menos conocida del Renacimiento (en este caso, de la pintura flamenca) es Jan van Eyck, pintor holandés.
Periodos: 
- Renacimiento italiano - finales del siglo XIV hasta mediados del siglo XVI
- Renacimiento nórdico - siglo XVI

## Manierismo, Barroco y Rococó
Artículos principales: Manierismo, Barroco, Rococó

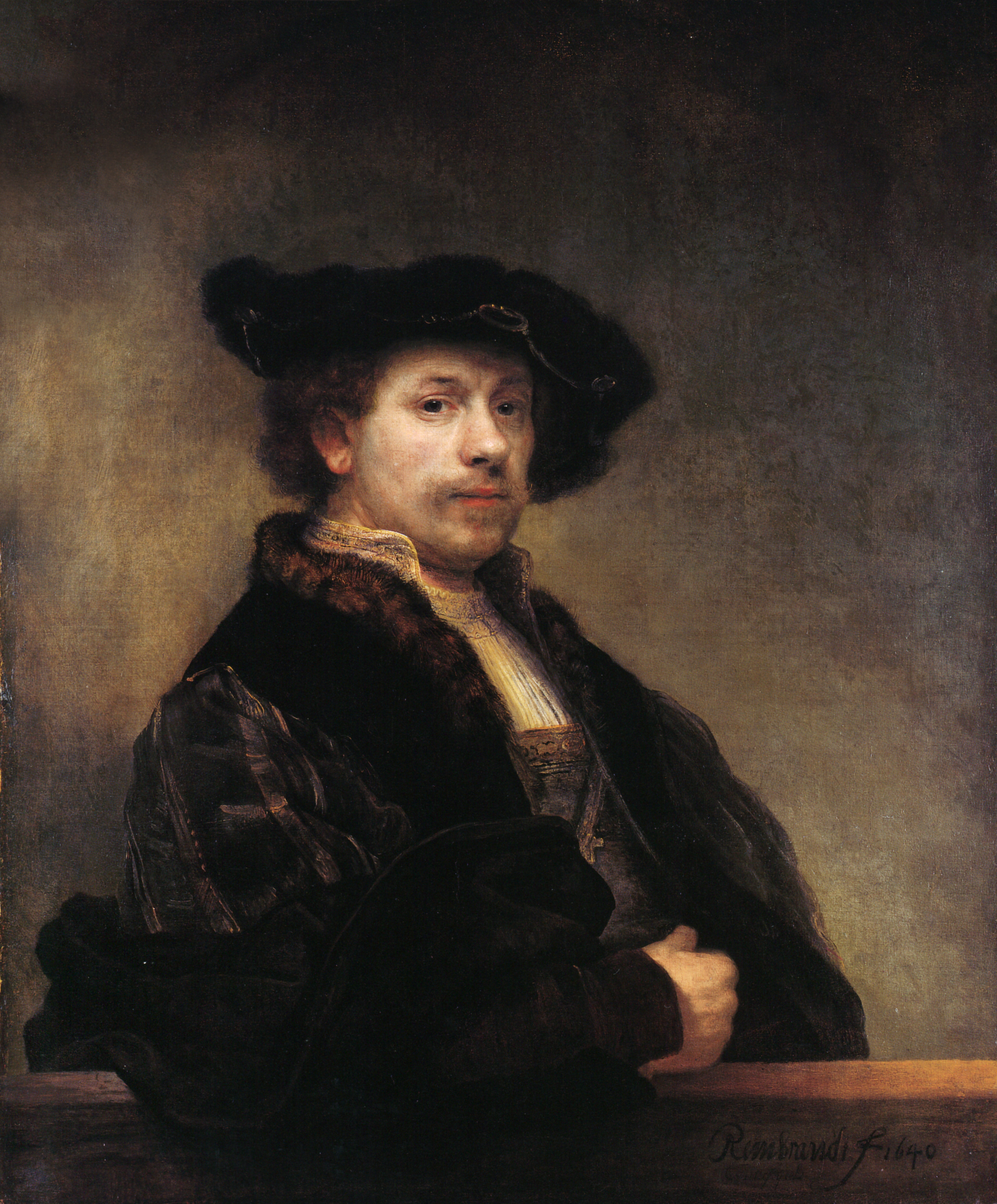
Retrato de Rembrandt.

En el arte europeo, el Clasicismo renacentista dio lugar sucesivamente a dos movimientos diferentes: el Manierismo y el Barroco. El primero, una reacción contra la perfección idealista del Clasicismo, empleó la distorsión de la luz y de los espacios en la obra con el fin de enfatizar su contenido emocional y las emociones del artista. El arte barroco llevó las técnicas de representación del Renacimiento hasta nuevas alturas, enfatizando los detalles y el movimiento en su búsqueda de la belleza. Tal vez los pintores barrocos más conocidos sean Rembrandt, Rubens y Velázquez.
El manierismo supone una época de transición y de profunda crisis del arte. Los artistas jóvenes, criados en la veneración del oficio de sus geniales predecesores (Miguel Ángel, Leonardo y Rafael), creen en su mayoría insuperables los logros de estos. Se prueban diferentes alternativas para poder continuar su estela: imitar el estilo -la maniera, que da nombre al manierismo-, a base de complicar todavía más escorzos y contrastes, o buscar extraños colores y armonías, o representar extrañas alegorías que incluso en su época eran oscuras para los no iniciados.
El barroco se ha despreciado posteriormente por ser un arte recargado, en el que se le da un especial énfasis a la expresividad, muchas veces exagerada.
Pero también es la época de mayor esplendor de las artes visuales, música, literatura y arquitectura en muchos países europeos. Pintores como Rembrandt, Rubens o Velázquez suelen utilizarse como paradigma y son mencionados ampliamente como cumbre de la perfección técnica en pintura.
El arte barroco es frecuentemente visto como parte de una estrategia de la Contrarreforma o reforma católica: el elemento artístico del auge de la vida espiritual de la Iglesia católica. Para algunos historiadores del arte el énfasis que el arte barroco da a la grandiosidad es visto como un reflejo del Absolutismo. Luis XIV de Francia dijo: "Yo soy la encarnación de la grandiosidad"[cita requerida], y muchos artistas barrocos servirán a los reyes buscando ese mismo objetivo. Sin embargo, el amor barroco por el detalle es con frecuencia considerado como el resultado de un excesivo ornamentalismo, en cierta forma, vulgar, especialmente cuando el Barroco evoluciona hacia el estilo decorativo del Rococó. Después de la muerte de Luis XIV, el rococó floreció por un corto período, decayendo enseguida. Como efecto de la aversión a la ornamentación excesiva del Rococó tendrá lugar el nacimiento del neoclasicismo. 
Periodos: 
- Manierismo - siglo XVI
- Barroco - siglo XVII hasta mediados del siglo XVIII
- Rococó - mediados del siglo XVIII

## Neoclasicismo, Romanticismo, Academicismo, Realismo
Artículos principales: Neoclasicismo, Romanticismo, Academicismo, Realismo

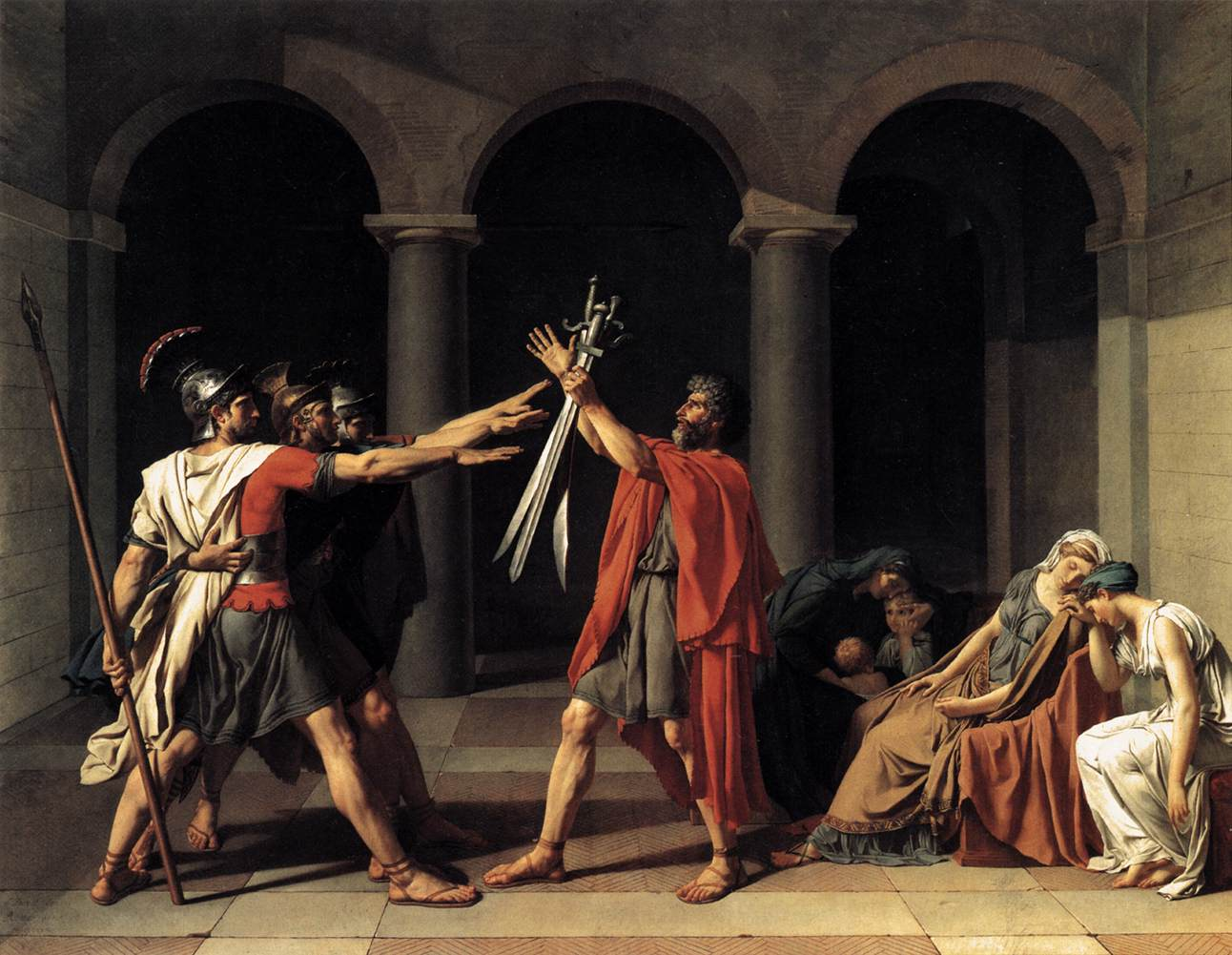
David es un ejemplo paradigmático de neoclasicismo.

A medida que el tiempo pasaba, muchos artistas se manifestaban contrarios al ornamentalismo de los estilos anteriores, y buscaban volver al arte anterior, más simple, del Renacimiento, formando el estilo que será conocido como Neoclasicismo. El neoclásico fue el componente artístico del movimiento intelectual conocido como Iluminismo, el cual era igualmente idealista. Ingres, Canova y Jacques-Louis David están entre los más conocidos neoclásicos. 
En la arquitectura los teóricos van a adoptar de nuevo las formas del Arte Romano y Renacentista, pero defendiendo la racionalidad y funcionalidad de las construcciones y desechando el dinamismo y los elementos ornamentales que habían caracterizado la etapa anterior. Otro elemento característico de la arquitectura neoclásica es su monumentalidad, utilizada con la finalidad de comparar los reinos e imperios del momento con la grandiosidad del Imperio romano.
No puede obviarse, en la génesis del Neoclasicismo, la importancia de un cambio de mentalidad -no por casualidad surge en el Siglo de las Luces, siglo también de la Enciclopedia, la Revolución francesa y la primera Revolución industrial, así como del nacimiento de la Arqueología, y los importantes hallazgos de Pompeya y Herculano, y la creciente importancia de los libros de viajes, que aportaron un punto de vista nuevo sobre la cultura clásica y en cierto modo la pusieron de moda.

La libertad guiando al pueblo, de Eugène Delacroix, es uno de los cuadros más importantes del Romanticismo.

De la misma manera que el Manierismo rechazaba el Clasicismo, el Romanticismo rechazaba las ideas iluministas y la estética neoclásica. El arte romántico utilizaba el color y la gestualidad con el fin de retratar las emociones, pero, como el clasicismo, utilizaba la mitología clásica y la tradición como una importante fuente de simbolismo. Otro importante aspecto del Romanticismo fue su énfasis en la naturaleza, en el retrato del poder y la belleza del mundo natural, siempre idealizados de acuerdo con un yo. El Romanticismo fue también un gran movimiento literario, especialmente en la poesía. Entre los mayores artistas románticos están Eugène Delacroix, Francisco Goya, y William Blake.
Muchos artistas de este periodo tenderán a presentar una posición centralizadora que los llevó a adoptar simultáneamente características diferentes de los estilos romántico y neoclásico, como forma de sintetizarlos. Las distintas tentativas tomarán forma en la Academia Francesa, y reuniéndose colectivamente en la Academia de Arte. Se considera que William Adolphe Bouguereau encabeza esta nueva tendencia artística.
A inicios del siglo XIX, el aspecto y la sociedad de Europea se vieron radicalmente alterados por la industrialización. La pobreza, la miseria y el desespero parecían ser el destino del nuevo proletariado creado por la Revolución industrial. En respuesta a estos cambios acontecidos en la sociedad surge el movimiento realista. El realismo procura retratar esmeradamente las condiciones de vida y dificultades por las que pasan las clases populares en la esperanza de cambiar la sociedad. Para este movimiento, el artista debe representar su tiempo, sin que tenga que posicionarse por un partido definido: debe retratar los puntos que considera adecuados, denunciando la sociedad. En contraste con los románticos, que eran esencialmente optimistas con el destino humano, el Realismo retrató la vida de las profundidades de una tierra urbana sin orden. Al igual que el Romanticismo, el Realismo se desarrolló también como un movimiento literario. Entre los grandes pintores realistas están Gustave Courbet y Edouard Manet (quien abriría el camino para el Impresionismo).
Es interesante notar que, el neoclasicismo haya sido dejado para el principio cuando con la aparición de los nuevos estilos, este continuó existiendo puntualmente y, en ciertos lugares, la arquitectura neoclásica perdurará hasta inicios del siglo XX. 
Periodo: 
- Neoclasicismo - mediados del siglo XVIII hasta finales de siglo XVIII
- Romanticismo - fines de siglo XVIII hasta mediados del siglo XIX
- Realismo: siglo XIX

## Impresionismo, post-Impresionismo
Artículos principales: Impresionismo, Postimpresionismo

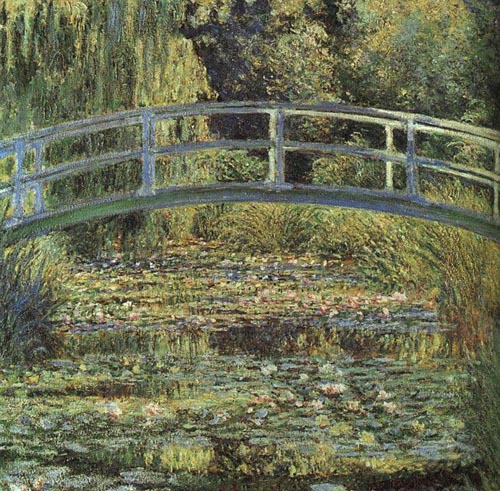
El Impresionismo de Claude Monet.

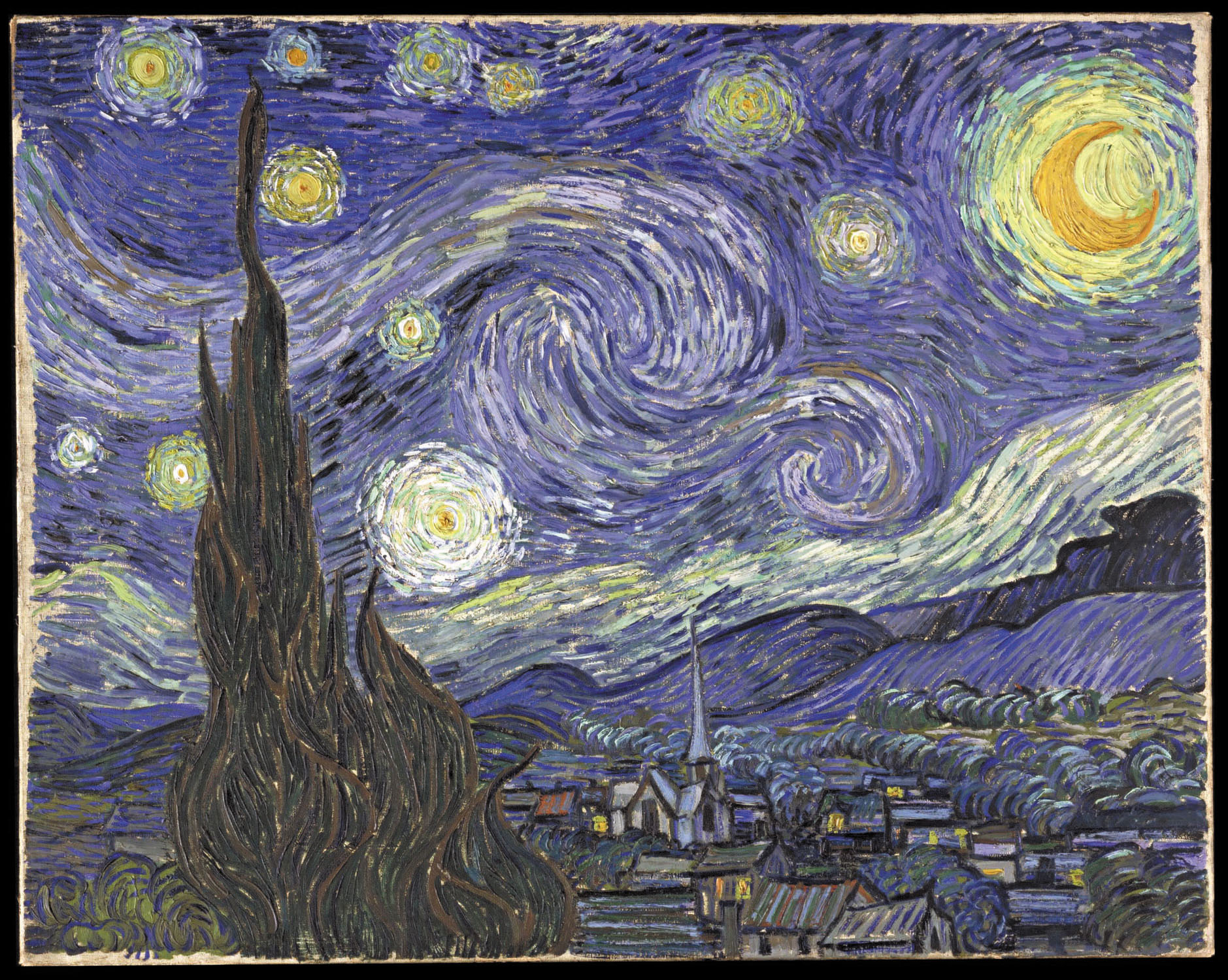
Van Gogh representa una de las tendencias del Postimpresionismo.

Surgido de la ética naturalista del Realismo, pero al mismo tiempo apartándose de ella, creció un importante movimiento artístico: el Impresionismo. Surge la fotografía y esta toma el lugar de la pintura de retratos, y los artistas se volcarán en la búsqueda del elemento fundamental de la pintura y destacado de la fotografía. Se encontrará en la luz y el movimiento. Los impresionistas fueron los pioneros en el uso de la luz en la pintura como forma de capturar la vida como vista por los ojos humanos. Edgar Degas, Edouart Manet, Claude Monet, Camille Pissarro y Pierre-Auguste Renoir estaban relacionados con el movimiento impresionista.
Buscando nuevas formas de expresión y de diálogo con la realidad, surgirán artista que, aunque con un origen impresionista, se separarán del movimiento, previendo el advenimiento de lo moderno. Genéricamente llamados post-impresionistas, entre los integrantes de este grupo (que no poseían ningún vínculo formal, siendo muchas veces desconocidos unos de otros) se incluían Vincent van Gogh, Paul Gauguin y Paul Cézanne.

## Arte moderno y vanguardista
Definir el arte moderno es un asunto complicado ya que se han adoptado diversos puntos de vista en relación con los periodos que abarca. Sin embargo, existe consenso en considerar que se inicia con el impresionismo y las vanguardias artísticas europeas de inicios del siglo XX ya que en lo sucesivo se producen un fuertes transformaciones en la representación de la imagen. Hubo importantes rupturas con respecto a las normativas del arte académico. Esto se fue dando sucesivamente desde los impresionistas, pasando por los aportes de Vincent Van Gogh, Paul Gauguin y Paul Cézanne, entre otros, que sirven de referente y reflexión para los artistas de generaciones inmediatamente posterior. La idea de modernidad se la relaciona por lo general con una nueva forma de asumir el problema estético, dejando atrás las reglas de la tradición. Tienen en común mayor conciencia de su época y de los cambios importantes que se venían produciendo, como por ejemplo, un mayor dinamismo y movilidad en su vida cotidiana debido a las nuevas tecnologías para la comunicación así como novedades en el transporte, entre otras. Todo ello fue de impacto para una percepción de la realidad mucho más dinámica y en cierto modo fugaz. Varios artistas, poetas e intelectuales, buscaron mantener una correspondencia con "el espíritu moderno de la época" buscando estar "a tono con su tiempo". Sus obras debían expresar de alguna manera los cambios que se estaban produciendo en el momento. El primer paso fue resquebrajar la imagen imitativa de la realidad circundante o contextual. El desarrollo de la fotografía y la aparición del cine influenciaron sin duda para que el arte dejase de ser imitación. Como resultado, las distintas vanguardias que surgieron a partir de la primera década del siglo XX fueron sucediéndose en tiempos relativamente cortos con marcadas diferencias unas de otras según los estilos y objetivos buscados. Todos buscaban innovar. 
Las vanguardias históricas, como también se las conoce, comienzan con diversos movimientos expresionistas. En Francia con el fovismo (o fauvismo, como también se escribe). Fue a raíz de las obras presentadas en el Salón de Otoño de 1905 que se dio a conocer con este apelativo. Las pinturas se destacaban por la expresión "salvaje" por medio del color. Su nombre deriva de la palabra en francés fauve que refiere a 'fieras' y fue el crítico Vauxcelles quien lo acuñó cuando vio una escultura de estilo renacentista junto a cuadros de Matisse, Roualt y Derain. El grupo Die Brücke (El Puente) fue, por otro lado, el primero en Alemania. Se formó en Dresde, al igual que los fovistas, en 1905, aun cuando sus integrantes se conocían con antelación. Formaron parte de este grupo los artistas Ernst Ludwig Kirchner, Bleyl, Heckel, Schmidt-Rottluff, Nolde y otros más. En 1911 Vasili Kandinsky y Franz Marc fundaron en Münich el grupo Der Blaue Reiter (El Jinete Azul). Surgieron seguidamente otros movimientos renovadores tales como el Expresionismo, el Cubismo (analítico y sintético), el Orfismo, el Futurismo, el Dadaísmo, el Surrealismo y por supuesto el Arte abstracto.  
Estos nuevos movimientos trastocarán las nociones tradicionales del arte y los cambios producidos corresponden a las transformaciones que a su vez se producían en la sociedad, en la tecnología y, por supuesto, en el pensamiento.

Periodo: primera mitad del siglo XX

## Arte contemporáneo
Artículo: Arte contemporáneo.
La naturaleza misma del arte contemporáneo es compleja y es muy distinta a la de las manifestaciones artísticas que la anteceden. Desde la antigüedad hasta el arte moderno, las obras de arte son productos materiales que se sustentan en la relación de sus elementos de expresión, en los estilos y, por supuesto, en sus valores espirituales que varían según las épocas y las motivaciones de los artistas. En el arte contemporáneo ya no sucede igual. 
El siglo XX fue el siglo de los grandes cambios artísticos producidos en tiempo muy veloz. El inicio del arte moderno –que se remonta a los impresionistas de fines del siglo XIX y luego continuó con las vanguardias– había ocasionado una importante fractura en los modos de representación de la imagen. Ahora bien, tanto en el arte figurativo como en el arte abstracto, el artista siempre concibió un producto material (la obra de arte) hecho con unas técnicas y unos materiales. Pero, a partir de los años sesenta, este criterio ‘material’ del arte cambió y, aunque no se descarta en muchos casos el uso de materiales convencionales, el artista contemporáneo se ha valido de otros materiales y nuevos medios expresivos no tradicionales. El panorama que se le plantea es tan variado que puede ir de lo material a lo inmaterial (cuando se apoya esencialmente en el concepto),con ello, puede prescindir de la obra física, material, y trabajar a nivel de ideas. Por otro lado, puede intervenir obras a diversas escalas: intervenir un paisaje natural o un espacio urbano, así como trabajar instalaciones de diversa índole en espacios cerrados, o bien expresarse mediante el gesto corporal en los performances o utilizar los nuevos medios masivos de comunicación como el internet y crear una obra virtual. Todo depende de las búsquedas específicas de los artistas y de las circunstancias en que éstos se desenvuelven. El arte contemporáneo es tan amplio y heterogéneo que el intento de una definición supone ya un problema. Ello se debe a su compleja naturaleza por lo que existen múltiples acercamientos que varían según los enfoques de diversos autores. 
Hoy día Nueva York y París han dejado de ser los únicos ejes culturales que polarizan los avances del arte contemporáneo. No sólo los horizontes espaciales se han ampliado sino también se valoran las confluencias culturales, tanto del arte de Occidente como de Oriente, África, Asia, las Américas y otros regiones. 
Entre los movimientos de arte contemporáneo se encuentran:
- Pop art
- Neodadaísmo y Nuevo Realismo
- Minimalismo
- Abstracción post-pictórica
- Arte povera
- Arte de la tierra (Land Art)
- Arte público (Public Art)
- Arte conceptual
- Arte de acción (performance, happening)

Periodo: segunda mitad del siglo XX